# 람보르기니 마르잘
람보르기니 마르잘(Lamborghini Marzal)은 람보르기니가 1967년 제네바 모터쇼에서 처음 선보인 컨셉트 카이다.

## 역사

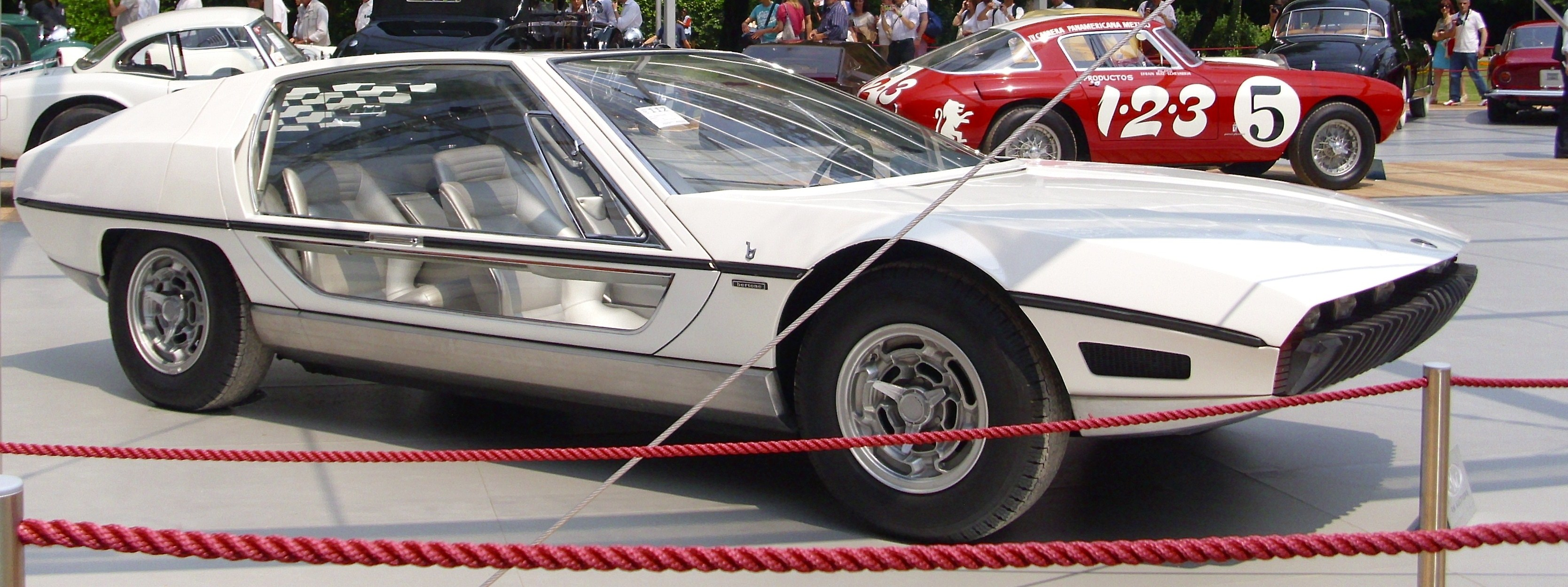
마르잘의 측면

베르토네의 마르첼로 간디니가 디자인한 이 차량은 페루치오 람보르기니에게 앞선 400GT 2+2와 미우라 등 진정한 4인승 차량을 공급하기 위해 만들어졌다. 람보르기니는 처음에는 마르잘의 제작을 양산형 모델이라기보다는 브랜드 홍보로 여겼으며, 다음과 같이 말했다.
마르잘은 생산용 자동차로 개발되지 않았습니다. 제네바, 토리노, 프랑크푸르트 등의 자동차 전시회에서 마르잘과 같은 자동차를 선보인다면 모든 잡지가 첫 페이지에 이에 대해 보도할 것이다. 광고 비용을 지불하는 것보다 여전히 저렴한 자동차를 만드는 데 1억 리라를 쓰는 것이 낫다. 광고를 하는데는 아마 10억 리라가 들 것이다. 그래서 어떠한 경우에도 이런 홍보용 차량을 만드는 것이 더욱 이득이 된다.
마르잘은 현재 단 한 대의 차량으로 남았지만 마르잘의 일반적인 모양과 많은 아이디어는 나중에 람보르기니 에스파다에 사용되었다.
마르잘의 스타일은 출시 당시부터 혁신적이라는 반응을 불러일으켰으며 Road & Track 잡지에서는 "모든 것이 구식으로 보일 정도로 신선한 베르토네 디자인"이라고 평했다. 유리로 된 걸윙 도어와 루버형 뒷창, 내부 트림, 고유한 캄파뇰로 마그네슘 휠 등 전반적으로 강렬한 육각형 모티브가 특징이었다. 이 외에도 실버 인테리어 장식과 얇고 쐐기 모양의 노즈에 있는 6개의 좁은 SEV Marchal 헤드램프 또한 마르잘의 혁신적인 스타일로 꼽혔다.
딩키 토이즈와 매치박스 등 여러 장난감 회사가 마르잘을 모델로 한 다이캐스트 모형을 제작했다. 원래 쇼에 전시된 마르잘은 은색으로 칠해져 있었지만 다이캐스트 모형은 주황, 노랑 등 다양한 색상으로 출시되었다.
마르잘은 1967년 모나코 그랑프리에서 처음으로 공식 행사에 모습을 드러냈다. 당시 레니에 3세 대공은 아내 그레이스 공주와 함께 경주 시작 전 전통적인 퍼레이드 랩에서 이 차를 운전했다. 그 후 마르잘은 카로체리아 베르토네를 기념하여 1996년 캘리포니아 몬터레이에서 열린 콩코르소 이탈리아노에서 두 번째로 대중에 공개되었다. 이때 컨셉트 카 람보르기니 아톤도 전시되었다. 이 차량은 2018년 모나코 역사 그랑프리 개막식에서 알베르 2세 대공이 운전했다.
마르잘은 오랫동안 베르토네 디자인 연구 박물관에 보관되어 있었다. 그러다 2011년 5월 21일 RM 소더비스 빌라 데스테 경매에서 구매자 프리미엄을 포함하여 1,512,000유로에 판매되었다.